# Ободат I
Ободат I (Обод, Обода,Ободас или Авдат; ум. ок. 85 года до н. э.) — царь Набатеи в 96—85 годах до н. э., преемник царя Ареты II.
Известен тем, что разбил осадившего Газу Александра Янная в 90 году до н. э..
Стефан Византийский, основываясь на трудах Геродиана, пишет о городе Авдате как месте набатеев, названном в честь их царя, почитавшегося божеством.